# Casa della Venere in Bikini
La casa della Venere in Bikini,  conosciuta anche con il nome di casa di Maximus, è una casa di epoca romana, sepolta durante l'eruzione del Vesuvio del 79 e ritrovata a seguito degli scavi archeologici dell'antica Pompei.

## Storia
Costruita nel II secolo a.C., durante il I secolo a.C. la proprietà venne divisa dando origine alla casa nella sua forma definitiva. Fu danneggiata dal terremoto del 62: iniziarono i lavori di restauro, come testimoniato dalla chiusura di una porta che la collegava alla vicina casa di Lucius Habonius Primus e dalle decorazioni in quarto stile, ma, ancora non completati o presumibilmente interrotti, ipotesi avvalorata da un graffito ritrovato su un affresco e due statue spezzate, venne ricoperta sotto una coltre di ceneri e lapilli durante l'eruzione del Vesuvio nel 79: ritrovamenti di oggetti da cucina e di scheletri fanno supporre che la casa fosse abitata al momento dell'eruzione.
Fu scoperta nel 1913 a seguito degli scavi archeologici promossi da Vittorio Spinazzola: in questo caso venne riportata alla luce la facciata, sulla quale campeggiavano alcuni manifesti elettorali, tra cui uno dove veniva citato un certo Maximus, da cui la casa prese il nome. Una seconda fase di esplorazioni si ebbe tra il 1952 e il 1954 condotte dal team di Amedeo Maiuri: l'abitazione venne completamente esplorata ma si hanno notizie frammentarie sui ritrovamenti in quanto i reperti furono catalogati come se si trattasse di un inventario; fu a seguito di queste indagini che venne ritrovata la statua della Venere in bikini che diede il nome definitivo alla casa. Altre esplorazioni ci furono tra il 1955 e il settembre del 1961, ma mancano i rapporti dello scavo: in questo periodo le indagini erano abbastanza veloci, pensando per lo più a rimuovere il materiale piroclastico; in alcuni punti il materiale vulcanico risultava essere intaccato, segno di una precedente manomissione, prima degli scavi ufficiali.

## Descrizione
La casa si trova nella regio I, lungo via dell'Abbondanza e ha un'estensione di circa duecento metri quadrati. Sono diverse le ipotesi sul proprietario: secondo Matteo Della Corte potrebbe trattarsi di un centro Maximus, come testimonia un'iscrizione elettorale ritrovata sulla facciata, sulla quale campeggiavano altri manifesti sia in rosso che in nero, mentre secondo Melinda Armitt sarebbe potuta appartenere a un liberto della famiglia di Poppea, da due sigilli ritrovati in un armadio; l'identificazione del proprietario rimane tuttavia incerta perché tali nomi si ritrovano anche in altre abitazioni di Pompei. Il marciapiede che corre nei pressi dell'ingresso è in malta grezza su uno strato di malta grigia. La porta d'ingresso fu puntellata non appena il materiale piroclastico iniziò a depositarsi. Il corridoio d'ingresso ha una decorazione parietale incompiuta: lo zoccolo è in nero diviso in scomparti, mentre la zona centrale è in giallo delimitati in scomparti con disegni di candelabri e bordi ornamentali: al centro sono posti medaglioni con teste femminili. Presente anche un graffito che recita "Venite amantes": secondo Della Corte la casa poteva essere un lupanare. Nel corridoio non è stato ritrovato alcun reperto.

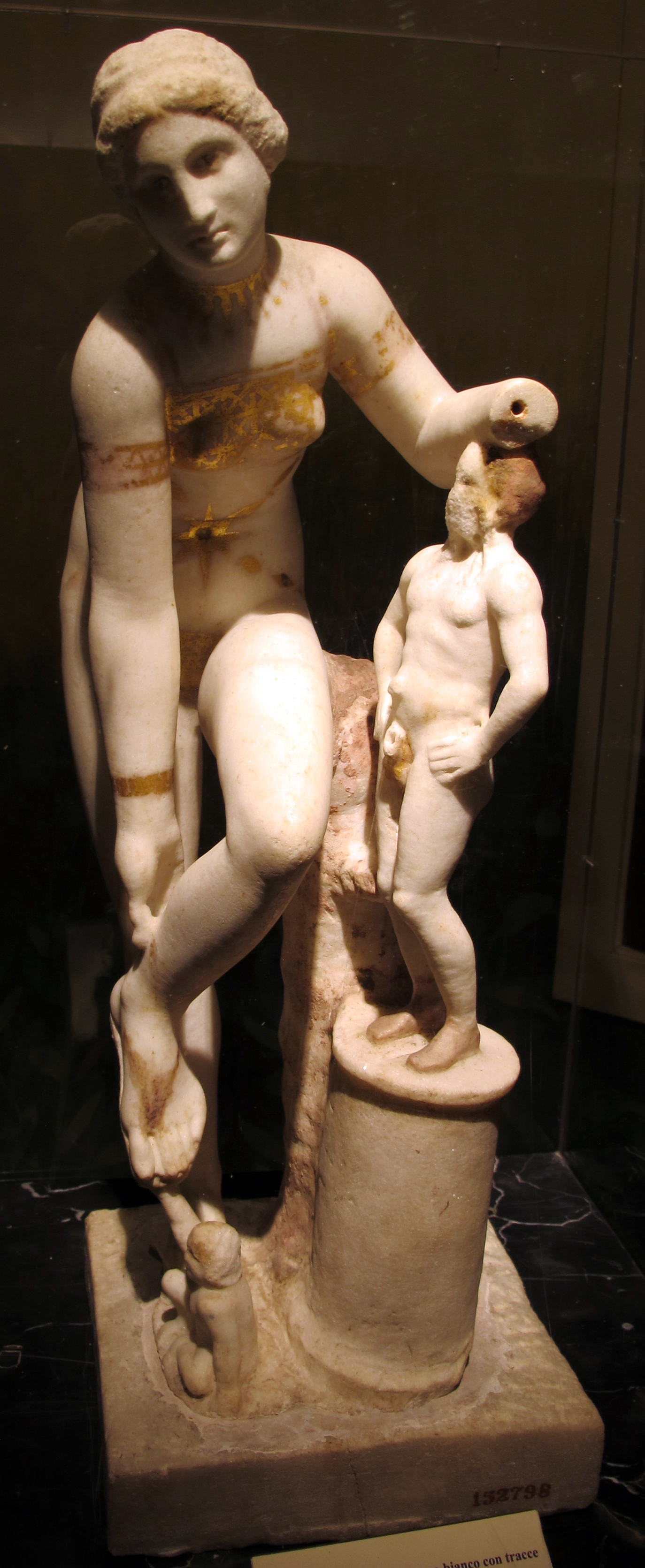
La statua della Venere in bikini

Si accede quindi all'atrio. Nella parete nord è presente un accesso secondario, mentre le pareti sud e est sono rivestite con intonaco grigio scuro. Al centro della stanza è l'impluvium con base in cocciopesto e l'aggiunta di pezzi di marmi colorati: nei pressi dell'impluvio tre colonne, posizionate in modo tale da poter essere viste dall'esterno, che fungevano da piedistallo, su cui per poggiata una statua, ossia la cosiddetta Venere in bikini che dà il nome alla casa. La statua, conservata al Museo archeologico nazionale di Napoli, venne ritrovata nel gennaio 1954, mancante di un braccio: raffigura Venere con mamillare dorato nell'atto di allacciarsi un sandalo dopo aver fatto un bagno, poggiandosi a un amorino; talvolta, erroneamente, viene indicata come ritrovata o nella praedia di Giulia Felice o di una casa che non esiste, questo perché la casa della Venere in Bikini, nel corso degli anni, subì il cambio delle coordinate. Sul lato sud dell'ambiente sono state ritrovate numerose cerniere: in un primo momento si era supposto potessero essere di una cassaforte, mentre successivamente si è arrivati alla conclusione che si tratta di un mobile. Tra gli oggetti contenuti: otto recipienti in bronzo come brocche e piatti, una lanterna, bottiglie in vetro, una bussola e un calamaio in bronzo, gioielli in oro, bronzo e vetro, pietre preziose, oggetti in marmo, dadi e oggetti da gioco, due denti di cinghiale, monete in bronzo, oro e argento una brocca decorata in argento, una statua in terracotta di Cupido, oggetti da toeletta in bronzo e due sigilli con i nomi C. Poppaei Idrus e Cissus Pithius Communis; se da un lato restano dubbi sulla reale provenienza di questi oggetti, dall'altro una quantità così elevata lascia presupporre che la casa fosse abitata al momento dell'eruzione. L'ambiente, ancora in fase di restauro come dimostra il programma decorativo delle pareti abbandonato dopo una prima verniciatura, non presenta pavimentazione.
Lungo il lato nord dell'atrio, ai lati del corridoio d'ingresso, si aprono due stanze: una, probabilmente inutilizzata al momento dell'eruzione e in attesa di restauro, come comprovato anche dalla mancanza di reperti al suo interno, mostra delle pareti prive di intonaco e pavimentazione che poteva essere in malta o lavapesta. L'altra stanza invece era un negozio, con accesso, oltre che dall'atrio anche da un cubicolo e dalla strada: ha decorazioni in quarto stile, con pannelli rossi e gialli divisi da bordi ornamentali e zoccolatura rossa. Nella parete ovest una nicchia quadrata: al suo interno furono ritrovati tre tegole in terracotta e pezzi di mattonelle rotte, verosimilmente parte di uno scaffale. Nell'angolo sud-est è un podio: in un primo momento si era ritenuto essere parte di una scala, ipotesi successivamente quasi del tutto accantonata per via della forma insolita. L'assenza di merci ritrovate fa supporre che il negozio fosse inattivo al momento dell'eruzione.
Sul lato est dell'atrio sono presenti tre ingressi per altrettante stanze: la prima ha pareti in quarto stile con zoccolatura rossa e disegni geometrici mentre la parte mediana è bianca divisa in pannelli con al centro architetture fantastiche, figure fluttuanti, motivi grotteschi e temi mitologici come Piramo e Tisbe. La pavimentazione, ancora incompiuta, è in pietra mescolata a malta. All'interno dell'ambiente, così come nei due successivi, non sono stati ritrovati reperti, forse, come dimostrato da alcune brecce nei muri, indagata subito dopo l'eruzione: in questa stanza, l'unico elemento ritrovato, è stato un oggetto in ferro a forma di T, probabilmente resti di un mobile. Segue quindi un cubicolo, anche se di dimensioni troppo ridotte per ospitare due letti o un letto e un armadio; le decorazioni sono in quarto stile: base in giallo con l'aggiunta di disegni di piante e zona centrale e superiore bianca, con pannelli divisi tra loro da linee gialle e rosse e l'aggiunta di uccelli. Il pavimento è in malta e cocciopesto. Il terzo ambiente, con apertura sia sull'atrio che sul negozio, di cui forse era un deposito (se si fosse trattato di un deposito avrebbe dovuto avere un intonaco in bianco e rosa) oppure un cubicolo, ha pareti con intonaco grezzo grigio: la decorazione è incompiuta.
A sud dell'atrio si apre il tablino o un deposito: dalla stanza una porta e una finestra danno direttamente sul giardino, mentre una scala nell'angolo nord-ovest, di cui rimangono le tracce, conduceva al piano superiore. Le pitture si riscontrano nel muro sud e nell'area sotto la scala: la zoccolatura è rossa e la parte mediana è gialla divisa in scomparti da fasce bianche con al centro, in uno, una testa femminile, e, in un altro, Dioniso e un sileno; al di sopra della scala intonaco bianco grezzo. Il pavimento è in cocciopesto con l'inserto di tessere bianche e nere. Dal numero di cerniere ritrovate nella stanza, era ospitato un armadio e una cassapanca che contenevano diverse anfore, una fibbia, un secchio e un vaso in bronzo, una statua in marmo di Ermafrodito e fiaschi in vetro.
Dal tablino si accede al giardino: la parete nord è intonacata in bianco mentre le pareti sud e ovest presentano una decorazioni in quarto stile con scene tipiche da giardino, in particolar modo zoccolatura di colore chiaro con l'aggiunta di sfingi e parte mediana con disegni di alberi, fiori e uccelli, oltre a una figura femminile che regge un catino. Nell'angolo della parete sud-est è presente una nicchia: la parte sottostante è affrescata in linea con il resto dell'ambiente, mentre l'interno è di fattura più antica. Nei pressi della bocca di una cisterna è stato ritrovato un puteale; anche se mai rinvenuta, secondo gli archeologi, nel giardino poteva esserci una meridiana. Il pavimento è in calce.
Dal giardino si accede al triclinio o, dai reperti ritrovati, a una sala polifunzionale. La decorazione è in quarto stile, con zona basale in rosso, adornata con delfini e creature marine e parte mediana e superiore in fondo bianco con l'aggiunta di architetture fantastiche e motivi ornamentali; al centro dei pannelli della parte mediana, suddivisi tramite bordi ornamentali e amorini, gli affreschi di Artemide e Atteone e il Giudizio di Paride. La pavimentazione, forse incompleta, è in pietra.  Nella stanza sono state ritrovate cerniere che potevano appartenere a un baule o un armadio; tra i reperti: due boccette e una tazza in vetro, pentole, fibbie e gioielli in bronzo e altri oggetti in vetro e pietra.
Ad angolo tra il giardino e il triclinio è presente un ambiente che alcune mappe attribuiscono alla casa, mentre altre no: potrebbe trattarsi della cucina. Le pareti sono intonacate, mentre il pavimento è in cocciopesto. Una panchina, quasi del tutto distrutta, era posta lungo il lato sud e una latrina era nell'angolo sud-est. Nessun reperto è stato ritrovato, anche se secondo Armitt dalla cucina provenivano diversi oggetti in bronzo, ceramica e vetro.
La casa aveva un piano superiore a cui si accedeva dal tablino, crollato a seguito dell'eruzione. Nella parte anteriore della casa, a un'altezza di quattro metri sul piano del calpestio, sono stati ritrovati due scheletri, uno dei quali con una borsa contenti oggetti in bronzo. Altri elementi in bronzo sono stati ritrovati nelle parti superiori dei materiali vulcanici ma non è possibile stabilire con certezza se provenissero dalla casa: si tratta di una lampada in argilla e una cerniera, un piede di leone e un anello in bronzo.